# Eva Buchholz
Eva Buchholz (* 7. August 1985 als Eva-Cathérine Böhrer) ist eine ehemalige deutsche Duathletin, Triathletin und mehrfache Deutsche Meisterin (2012).

## Werdegang
Eva Boehrer besuchte das Heinrich-Heine Gymnasium und war in ihrer Jugend mit dem Mountainbike aktiv.
Sie gewann 2011 beim Ironman 70.3 Germany (European Championships) in Wiesbaden ihre Altersklasse und im selben Jahr wurde sie Dritte bei der 70.3-WM in Las Vegas. 
Die damals 27-Jährige wurde im Juli 2012 Deutsche Meisterin auf der Triathlon-Mitteldistanz. Im Oktober des Jahres wurde sie auch Deutsche Meisterin Cross-Duathlon.
Seit 2015 ist sie verheiratet und startet als Eva Buchholz. Die selbständige Osteopathin und Heilpraktikerin lebt mit ihrem Mann, dem ehemaligen Triathleten Gregor Buchholz (* 1986), in Wiesbaden. Gemeinsam sind die beiden Hosts des Bewegungsarten-Podcasts.
Im Juli 2018 wurde sie Deutsche Vize-Meisterin Cross-Triathlon. Im Februar 2019 wurde sie Deutsche Meisterin im Zwiften.
Seit 2019 tritt Eva Buchholz nicht mehr international in Erscheinung.

## Sportliche Erfolge
| Datum/Jahr    | Rang | Wettbewerb                                         | Austragungsort       | Zeit     | Bemerkung |
| ------------- | ---- | -------------------------------------------------- | -------------------- | -------- | --- |
| 21. Juli 2012 | 1    | DTU Deutsche Meisterschaft Triathlon Mitteldistanz | Immenstadt im Allgäu | 04:30:08 | Deutsche Meisterin auf der Mitteldistanz; als Zweite beim Allgäu Triathlon hinter der Österreicherin Bianca Steurer |
| 14. Aug. 2011 |      | Ironman 70.3 Germany                               | Wiesbaden            | 05:14:56 | Ironman 70.3 European Championship; Siegerin der Altersklasse 25–29                                                 |

| Datum/Jahr    | Rang | Wettbewerb      | Austragungsort    | Zeit     | Bemerkung                                                  |
| ------------- | ---- | --------------- | ----------------- | -------- | ---------------------------------------------------------- |
| 24. Juni 2018 | 7    | Ironman France  | Nizza             | 10:07:28 | 1. Platz AK 30–34                                          |
| 2017          |      | Ironman Hawaii  | Hawaii            | 10:42:51 | 17. Rang Altersklasse 30–34                                |
| 2017          | 14   | Ironman Germany | Frankfurt am Main | 09:42:15 | erster Start auf der Langdistanz; Europameisterin AK 30–34 |

| Datum/Jahr   | Rang | Wettbewerb                                | Austragungsort | Zeit | Bemerkung |
| ------------ | ---- | ----------------------------------------- | -------------- | ---- | --------- |
| 6. Okt. 2012 | 1    | DTU Deutsche Meisterschaft Cross-Duathlon | Eichelberg     |      |           |

| Datum/Jahr    | Rang | Wettbewerb                                 | Austragungsort | Zeit     | Bemerkung                                                           |
| ------------- | ---- | ------------------------------------------ | -------------- | -------- | ------------------------------------------------------------------- |
| 28. Juli 2018 | 2    | DTU Deutsche Meisterschaft Cross-Triathlon | Schalkenmehren | 02:44:14 | Deutsche Vize-Meisterin Cross-Triathlon beim Vulkan-Cross-Triathlon |

(DNF – Did Not Finish)